# Sansone
Sansone  (bra: Sansão) é um filme italiano de 1961, dos gêneros drama e aventura, dirigido por Gianfranco Parolini.
Esse filme introduziu o personagem Sansão, baseado no vulto bíblico homônimo, dentro do estilo de filmes épicos conhecido internacionalmente como espada e sandálias. Com o sucesso de Sansone, seguiu-se uma série de quatro outros filmes, lançados entre 1963 e 1965.

## Elenco
- Brad Harris...Sansão
- Alan Steel...Macigno "Hércules"
- Serge Gainsbourg...Warkalla
- Mara Berni...Romilda
- Luisella Boni...Janine (creditada como Brigitte Corey)
- Carlo Tamberlani...rei Botan
- Irena Prosen...Mila
- Franco Gasparri...Filho de Mila

## Sinopse
Sansão e seus homens caçam um javali e entram na floresta do amigável Reino de Sulan (fictício). Sansão fere o animal com uma flecha que foge e se esconde numa caverna, esconderijo do rebelde Macigno. Os dois lutam pela posse da presa e apesar de Sansão ser extremamente forte, seu rival cujo apelido é Hércules não fica atrás. Mas a luta é interrompida pela chegada de soldados mercenários que perseguem Macigno. O rebelde foge mas Sansão e seus amigos são levados prisioneiros. Sansão acha que o mal-entendido será esclarecido quando se encontrar com a Rainha Mila, sua amiga. Se surpreende ao ver no trono a irmã dela, Romilda, controlada pelo sinistro senhor da guerra Warkalla. A criada de Mila, Janine, mais tarde revelada como irmã de Macigno, avisa Sansão que a rainha fora traída então o guerreiro se une aos rebeldes e passa a tentar devolver o trono a Mila.

## Recepção
Segundo o crítico Howard Hughes, a performance do cantor e ator francês Serge Gainsbourg como o vilão Warkalla é o ponto alto do filme.